# Ортис, Таня
Таня Ортис Кальво (исп. Tania Ortíz Calvo; 30 октября 1965, Камагуэй, Куба) — кубинская волейболистка. Связующая. Олимпийская чемпионка 1992, чемпионка мира 1994, двукратная обладательница Кубка мира.

## Биография
Таня Ортис выступала за национальную сборную Кубы с 1985 по 1994 годы в качестве связующей. В активе спортсменки 14 высших наград официальных турниров мирового и континентального уровня, в том числе «золото» Олимпиады-1992 и чемпионата мира 1994. После мирового первенства 1994 завершила игровую карьеру в сборной. 
В чемпионатах Кубы до 1994 Ортис выступала за команду «Камагуэй», а в 1995—1996 играла в Италии за команду серии А2 «Монтикьяри».

## Достижения

### Со сборной Кубы
- Олимпийская чемпионка 1992.
- чемпионка мира 1994;
  - серебряный призёр чемпионата мира 1986.
- двукратный победитель розыгрышей Кубка мира — 1989, 1991;
  - серебряный призёр Кубка мира 1985.
- победитель розыгрыша Всемирного Кубка чемпионов 1993.
- победитель Мирового Гран-при 1993;
  - серебряный призёр Гран-при 1994.
- 5-кратная чемпионка NORCECA — 1985, 1987, 1989, 1991, 1993.
- чемпионка Панамериканских игр 1991.
- двукратная чемпионка Центральноамериканских и Карибских игр — 1986, 1990.